# Mateusz Wysoczyński
Mateusz Wysoczyński (ur. 22 marca 1993) – polski pływak, reprezentant Polski. Do 2016 roku specjalizował się w stylu grzbietowym. Od 2016 głównie delfinista i kraulista. Jego głównymi dystansami są: 100 m, 200 m stylem dowolnym oraz 100 m stylem delfinowym. Wielokrotny medalista Mistrzostw Polski, Reprezentant Polski na wielu zawodach międzynarodowych w tym Mistrzostwach Świata.

## Osiągnięcia na zawodach międzynarodowych
Srebrny medalista mistrzostw Europy juniorów na 200 m stylem grzbietowym.
Danish Open 50m (27-30.03.2014 – Kopenhaga)- 1. Miejsce 200 m stylem grzbietowym, 1. miejsce na 100 m stylem grzbietowym
Mistrzostwa Świata 50m (2-9.08.2015 – Kazań)
Mistrzostwa Świata 50m (23-30.07 Budapeszt)
Uniwersjada 50m (20-27.08.2017 Tajwan) 4. miejsce sztafeta 4x100 m